# گل دره (نظرآباد)
گل دره (نظرآباد)، روستایی از توابع بخش تنکمان شهرستان نظرآباد در استان تهران ایران است.

## جمعیت
این روستا در دهستان نجم‌آباد قرار دارد و براساس سرشماری مرکز آمار ایران در سال ۱۳۸۵، جمعیت آن ۷۴ نفر (۱۲خانوار) بوده‌است.